# Década de 2020
Conforme padronização da norma internacional para representação de data e hora da Organização Internacional de Padronização (ISO), a década de 2020, também referida como anos 2020, década de 20 ou ainda anos 20, compreende o período de tempo que iniciou-se em 1º de janeiro de 2020 e terminará em 31 de dezembro de 2029.
A década iniciou-se de forma turbulenta, com tensões entre os Estados Unidos e o Irã, a pandemia de COVID-19, o conflito entre Armênia e Azerbaijão pelo Alto Carabaque, o início da guerra do Tigré na Etiópia e a queda de Cabul com a retomada do Talibã no governo afegão, além da invasão russa na Ucrânia, o fim do reinado de Isabel II e a guerra entre Israel e Hamas.

## Visão geral no mundo
O maior acontecimento do início da década foi a Pandemia de COVID-19, que causou um impacto de dimensões extremas em todo o mundo, tendo matado cerca de 7 milhões de pessoas durante o período em que a emergência de saúde pública esteve em vigor. Tal fato mudou o comportamento das pessoas, mais isoladas em casa em função das quarentenas que foram decretadas ao redor do mundo e também estão estimulando mudanças na vida profissional como o teletrabalho; na vida acadêmica, com o e-learning, e na vida pessoal, com o uso da tecnologia de videoconferência em função da necessidade do distanciamento social, além de causar adiamentos e mesmo cancelamento de vários eventos.

## Cronologia de eventos
- 2020
  - Em 31 de janeiro, o Reino Unido sai da União Europeia.[4][5]
  - Início da pandemia de COVID-19.
  - Joe Biden é eleito presidente dos Estados Unidos.
- 2021
  - Marcelo Rebelo de Sousa é reeleito presidente de Portugal.
  - Jogos Olímpicos de Verão de 2020 em Tóquio.
- 2022
  - Luiz Inácio Lula da Silva é eleito presidente do Brasil pela 3.ª vez.
  - Emmanuel Macron é reeleito presidente da França.
  - Copa do Mundo FIFA no Catar.
  - Surto mundial de varíola dos macacos.
  - Morre a Rainha Isabel II, aos 96 anos.
  - A população da Terra chega a 8 bilhões de pessoas.[6]
  - Morre Pelé, aos 82 anos.
  - Morre o Papa emérito Bento XVI, aos 95 anos.[7]
- 2023
  - Ocorre uma tentativa de golpe de Estado no Sudão, onde paramilitares do país reivindicam o controle do palácio presidencial e do Aeroporto Internacional de Cartum (capital) após tiroteios e explosões em meio ao aumento da rivalidade entre generais que participaram do golpe de Estado de 2021.[8]
  - A OMS decreta o fim da Emergência de Saúde Pública de Âmbito Internacional provocada pela pandemia de COVID-19.[9]
  - Ocorre a coroação de Carlos III do Reino Unido, na Abadia de Westminster, em Londres.[10]
- 2024
  - Vladimir Putin é reeleito presidente da Rússia pela 5.ª vez
  - Jogos Olímpicos de Verão de 2024 em Paris.
  - Eleição presidencial nos Estados Unidos.
- 2025
  - Morre Papa Francisco, aos 88 anos
  - O cardeal Robert Francis Prevost se torna o Papa Leão XIV.
  - O sistema operacional, Windows 10 perderá o suporte pela Microsoft.[11]
- 2026
  - Copa do Mundo FIFA será sediada no Canadá, México e Estados Unidos.
  - Eleição presidencial no Brasil.
  - Eleições presidenciais em Portugal.
  - O Grand Theft Auto VI está previsto para lançamento no dia 26 de maio de 2026. [12]
- 2027
  - Eleição presidencial na França.
- 2028
  - Jogos Olímpicos de Verão de 2028 em Los Angeles.
  - Eleição presidencial nos Estados Unidos.
- 2029
  - O asteroide 99942 Apófis passará a mais de 30 mil quilômetros (mais de 18,6 mil milhas) da Terra.[13]

## Marcos

### Conflitos, política e religião
2020
- Qasem Soleimani é morto pelos Estados Unidos.[14]
- Reino Unido sai da União Europeia.[4][5]
- Pandemia de COVID-19
- Morre aos 95 anos Daniel arap Moi, ex-presidente do Quênia.[15]
- Morre aos 91 anos Hosni Mubarak, ex-presidente do Egito.
- Assassinato de George Floyd.
- Joe Biden é eleito o 46.° presidente dos Estados Unidos, e Kamala Harris se torna a primeira mulher vice-presidente dos Estados Unidos.

2021

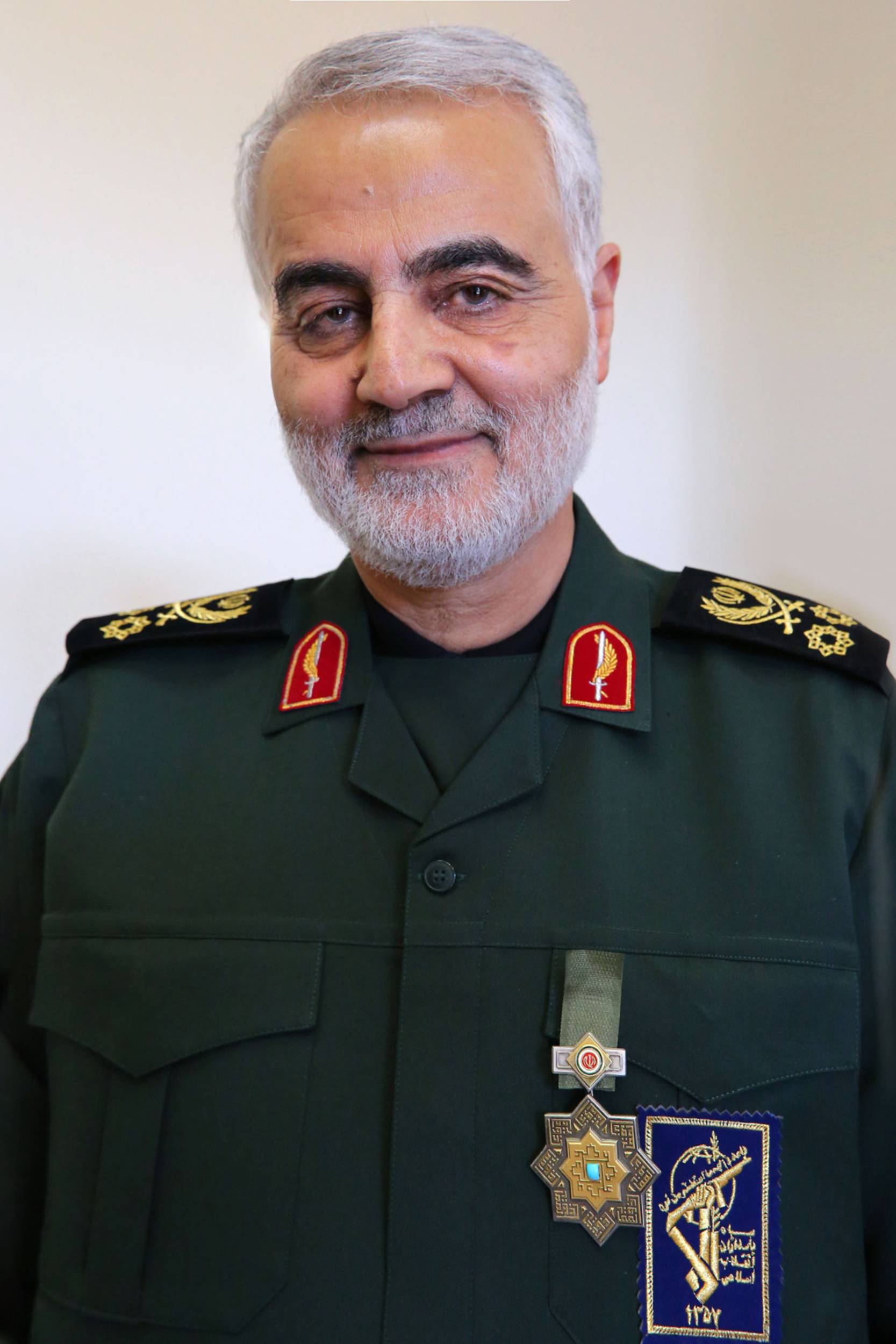
Qasem Soleimani é morto em 3 de janeiro de 2020.

- Invasão do Capitólio dos Estados Unidos.
- O presidente de Portugal, Marcelo Rebelo de Sousa, é reeleito para um segundo mandato.
- Fim da Guerra do Afeganistão e retomada do poder do país pelo Talibã.

2022
- A Rússia inicia uma invasão militar na Ucrânia.[16][17]
- Luiz Inácio Lula da Silva é eleito para um terceiro mandato como o 39.° presidente do Brasil.
- Chega ao fim o reinado de Isabel II.
- Tentativa de autogolpe no Peru.

2023
- Tentativa de golpe de Estado no Sudão em 2023
- Invasões na Praça dos Três Poderes no Brasil.

2024
- Morre aos 63 anos Ebrahim Raisi, ex-presidente do Irã, em um acidente de helicóptero.[18]
- Donald Trump é eleito 47° presidente dos Estados Unidos.

2025
- O presidente sul-coreano Yoon Suk-yeol é preso após ter declarado lei marcial.[19]
- Tailândia torna-se o 40º país a legalizar o casamento entre pessoas do mesmo sexo.[20]
- Morre Papa Francisco, aos 88 anos.
- Robert Francis Prevost se torna o Papa Leão XIV.
- O Brasil sediará a cúpula da COP 30 em Belém.[21]

2026
- Eleição presidencial no Brasil.
- Eleições presidenciais em Portugal.

2028
- Eleição presidencial nos Estados Unidos.

### Saúde pública
2020
- Pandemia de COVID-19.[22]

2022
- Surto de varíola dos macacos.[23]

### Economia
2020
- Queda do mercado de ações.
- O Brasil anuncia o lançamento e a comercialização da cédula de duzentos reais.[24][25]

2021
- El Salvador se torna o primeiro país a considerar o bitcoin como moeda corrente.[26]

### Líderes depotências regionais
- África

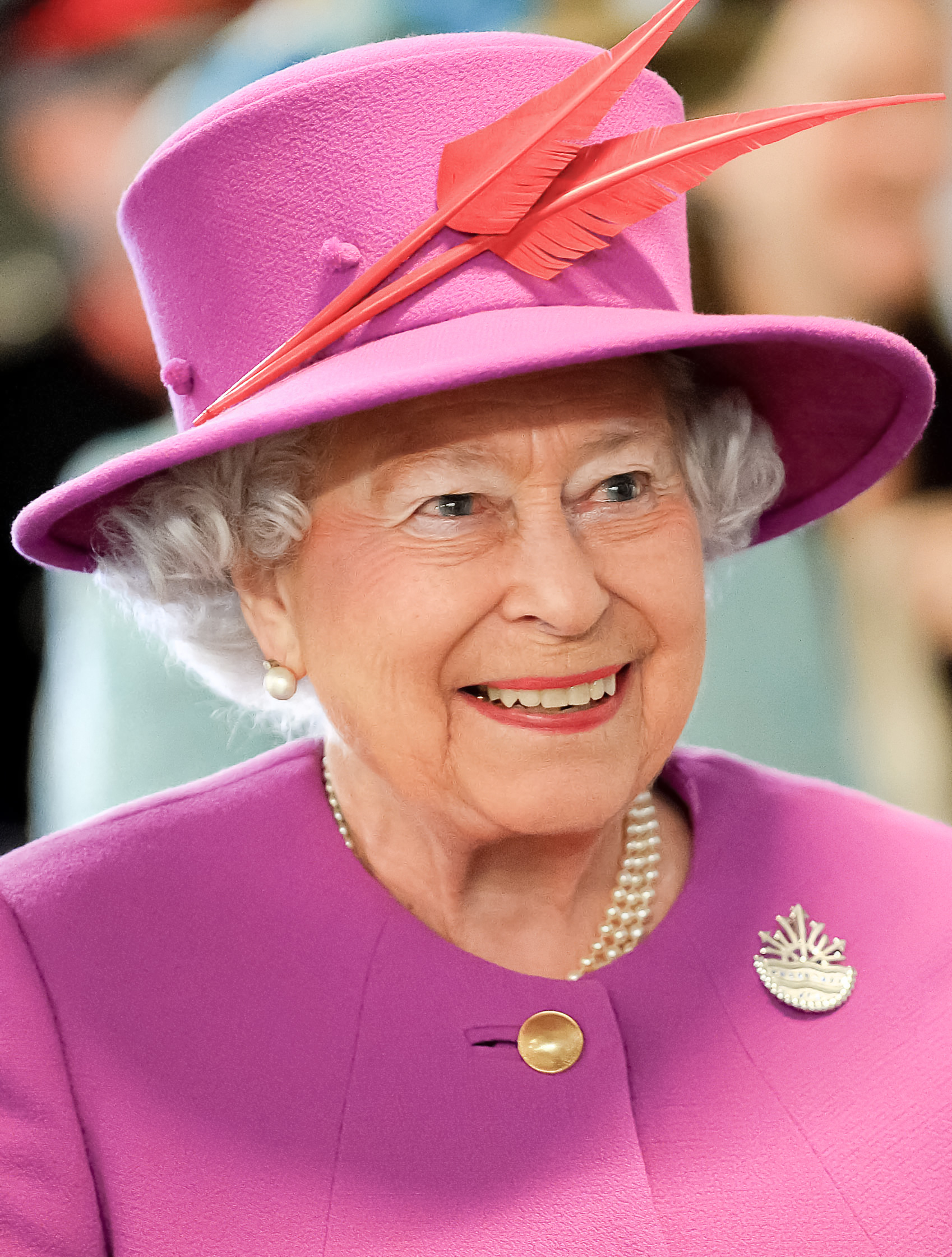
Chega ao fim o reinado de Isabel II do Reino Unido, após 70 anos no poder.

  - Cyril Ramaphosa, presidente da África do Sul
  - Muhammadu Buhari, presidente da Nigéria
  - Bola Tinubu, presidente da Nigéria
  - Abdul Fatah Khalil Al-Sisi, presidente do Egito
- Ásia
  - Salman, rei da Arábia Saudita
  - Benjamin Netanyahu, primeiro-ministro de Israel
  - Naftali Bennett, primeiro-ministro de Israel
  - Yair Lapid, primeiro-ministro de Israel
  - Hassan Rohani, presidente do Irã
  - Ebrahim Raisi, presidente do Irã
  - Masoud Pezeshkian, presidente do Irã
  - Narendra Modi, primeiro-ministro da Índia
  - Naruhito, imperador do Japão
  - Shinzō Abe, primeiro-ministro do Japão
  - Yoshihide Suga, primeiro-ministro do Japão
  - Fumio Kishida, primeiro-ministro do Japão
  - Shigeru Ishiba, primeiro-ministro do Japão
  - Recep Tayyip Erdoğan, presidente da Turquia
  - Joko Widodo, presidente da Indonésia
  - Prabowo Subianto, presidente da Indonésia
  - Xi Jinping, presidente da China
  - Moon Jae-in, presidente da Coreia do Sul
  - Yoon Suk-yeol, presidente da Coreia do Sul
- Europa
  - Papa Francisco, papa da Igreja Católica
  - Papa Leão XIV, papa da Igreja Católica
  - Ursula von der Leyen, presidente da Comissão Europeia
  - Sergio Mattarella, presidente da Itália
  - Giuseppe Conte, presidente do conselho de ministros da Itália
  - Mario Draghi, presidente do conselho de ministros da Itália
  - Giorgia Meloni, presidente do conselho de ministros da Itália
  - Angela Merkel, chanceler da Alemanha
  - Olaf Scholz, chanceler da Alemanha
  - Isabel II, rainha da Grã-Bretanha
  - Carlos III, rei da Grã-Bretanha
  - Boris Johnson, primeiro-ministro da Grã-Bretanha
  - Liz Truss, primeira-ministra da Grã-Bretanha
  - Rishi Sunak, primeiro-ministro da Grã-Bretanha
  - Keir Starmer, primeiro-ministro da Grã-Bretanha
  - Emmanuel Macron, presidente da França
  - Vladimir Putin, presidente da Rússia
- Oceania
  - Scott Morrison, primeiro-ministro da Austrália
  - Anthony Albanese, primeiro-ministro da Austrália
- América
  - Justin Trudeau, primeiro-ministro do Canadá
  - Donald Trump, presidente dos Estados Unidos
  - Joe Biden, presidente dos Estados Unidos
  - Andrés Manuel López Obrador, presidente do México
  - Claudia Sheinbaum, presidente do México
  - Iván Duque Márquez, presidente da Colômbia
  - Gustavo Petro, presidente da Colômbia
  - Jair Bolsonaro, presidente do Brasil
  - Luiz Inácio Lula da Silva, presidente do Brasil
  - Alberto Fernández, presidente da Argentina
  - Javier Milei, presidente da Argentina

## Cultura e Arte

### Moda
As tendências da moda do início dos anos de 2020 foram amplamente inspiradas nos anos 1990 e 2000.

### Música
No início da década de 2020, gêneros como pop, hip hop, R&B, reggae fusion, nu-disco e synth-pop dominaram as paradas musicais. Artistas como Ariana Grande, Cai Xukun, Lizzo, Drake, Kendrick Lamar, Nicki Minaj, Dua Lipa, Ice Spice, Jack Harlow, The Weeknd, Justin Bieber, Taylor Swift, Chappell Roan, Doja Cat, Charli XCX, Olivia Rodrigo, Bad Bunny, Adele, Morgan Wallen, Beyoncé e The Kid Laroi alcançaram grande popularidade mundial.
2020
- Na 62.ª cerimônia do Grammy, Billie Eilish vence nas quatros categorias principais (gravação do ano, álbum do ano, canção do ano e artista revelação) do evento, e se torna a primeira artista a conseguir o feito em 39 anos.[33]
- O TikTok, um serviço de vídeos online, tornou-se uma plataforma musical amplamente popular nas redes sociais.[34] Além disso, o número de usuários em serviços de streaming como Spotify, YouTube Music, Deezer, Amazon Music e Apple Music cresceu significativamente devido à pandemia de COVID-19.[35] O impacto da pandemia também levou ao cancelamento de grandes festivais, como Coachella e Lollapalooza, afetando profundamente a indústria musical.[36][37][38]
- Com a impossibilidade de realizar grandes eventos por conta da pandemia de COVID-19, artistas de todo mundo transmitem seus shows pela internet.[39]
- A cantora brasileira Marília Mendonça quebra recorde e tem a live mais vista do mundo no YouTube, com 3,31 milhões de visualizações simultâneas.[40]
- Rain on Me de Lady Gaga e Ariana Grande, Blinding Lights de The Weeknd e Savage (Remix) da rapper Megan The Stallion foram as músicas de destaque de 2020, segundo a Billboard.[41] No Brasil, se destacaram Liberdade Provisória de Henrique & Juliano, Recairei de Barões da Pisadinha, e Oh Juliana de MC Niack, segundo o G1.[42]

2021

- Nos EUA, a Radio Disney encerra suas atividades após 24 anos no ar. Apesar disso, o fechamento da rádio no país não afetou as filiais da América Latina, que fazem parte de uma operação separada.[43]
- A cantora brasileira Marília Mendonça morre em um acidente de avião, em Minas Gerais. A morte da artista teve repercussão nacional e internacional.[44][45]

O TikTok passou a influenciar fortemente o mercado musical global.

- Com a ascensão do TikTok na indústria fonográfica, a preferência por músicas mais curtas aumenta.[46]
- Leave the Door Open de Silk Sonic, Good 4 U de Olivia Rodrigo e Levitating de Dua Lipa foram as músicas de destaque de 2021, segundo a Billboard.[47] No Brasil, se destacaram Coração Cachorro de Ávine Vinny e Matheus Fernandes, Penhasco de Luísa Sonza, e A Queda de Gloria Groove, segundo a revista Quem.[48]

2022
- We Don't Talk About Bruno, canção original do filme de animação Encanto, assume o topo da Billboard Hot 100 e se torna a primeira música de um filme da Disney a liderar a parada musical em 29 anos.[49]
- Morre aos 50 anos Taylor Hawkins, baterista da banda Foo Fighters.[50]
- A cantora inglesa Kate Bush retorna as paradas musicais com a música Running Up That Hill, lançada em 1985. A canção voltou a fazer sucesso após aparecer em uma cena da 4.ª temporada do seriado estadunidense Stranger Things.[51]
- Gêneros dançantes como o dance music e o house voltam a ter destaque no mainstream.[52]
- Bad Habit de Steve Lacy, Break My Soul de Beyoncé e As It Was de Harry Styles foram as músicas de destaque de 2022, segundo a Billboard.[53] No Brasil, se destacaram Pipoco de Ana Castela, Melody e Chris no Beat, Envolver de Anitta, e Acorda, Pedrinho de Jovem Dionísio, segundo o G1.[54]

2023
- Em show para 50 mil pessoas no Estádio do Mineirão, em Belo Horizonte, a banda brasileira Skank se despede dos palcos após 32 anos de carreira.[55]
- Morre aos 75 anos a cantora Rita Lee, considerada a "rainha do rock brasileiro".[7]
- Morre aos 83 anos a cantora norte-americana Tina Turner, considerada "rainha do rock n' roll".[8]

Logotipo do The Town, festival de música criado pelo mesmo criador do Rock in Rio.

- É realizada a 1ª edição do The Town, festival de música criado por Roberto Medina que acontece em São Paulo, Brasil.[56]
- Devido ao conflito envolvendo Israel e o grupo extremista Hamas e as diversas ameaças de ataques terroristas na Europa, o MTV Europe Music Awards 2023 foi cancelado. O evento estava programado para acontecer no dia 5 de novembro, em Paris. Os artistas vencedores desta edição receberam o prêmio em casa.[57]
- Kill Bill de SZA, What Was I Made For?   de Billie Eilish e Bzrp Music Sessions, Vol. 53 de Bizarrap e Shakira foram as músicas de destaque de 2023, segundo a Billboard.[58] No Brasil, se destacaram Erro Gostoso de Simone Mendes, Tá OK de Kevin o Chris e Dennis, e Nosso Quadro de Ana Castela, segundo o G1.[59]

2024
- Na 66.ª cerimônia do ''Grammy Awards'', Taylor Swift ganha na categoria "Álbum do Ano" com o Midnights e se torna a única artista com 4 vitórias nesta categoria, Miley Cyrus ganha seu primeiro Grammy com Flowers na categoria "Melhor Performance Pop Solo", e Billie Eilish leva o prêmio de "Música do Ano" com What Was I Made For?.[60][61]
- A Universal Music Group decide retirar seu catálogo do aplicativo TikTok. A decisão também afetou artistas da Sony Music e Warner Music que têm contrato com a editora do grupo, a Universal Music Publishing.[62][63]
- Em Copacabana, Madonna encerra a The Celebration Tour em um show para um público de 1,6 milhões de pessoas, superando o público do show de 2006 dos Rolling Stones realizado na mesma praia e se tornando uma das maiores performances já registradas.[64][65]
- Liam Payne, cantor inglês e ex-integrante da boyband One Direction, morre aos 31 anos após cair do terceiro andar de um hotel em Buenos Aires, Argentina.[66] Diversas figuras da música como Bruce Springsteen, Charlie Puth e Rita Ora lamentaram o falecimento do artista, além de seus ex-colegas de banda Niall Horan, Louis Tomlinson, Harry Styles e Zayn.[67]
- A cantora norte-americana Taylor Swift quebra recorde com a The Eras Tour, que se tornou a turnê mais lucrativa da história, arrecadando mais de U$ 2 bilhões mundialmente.[68]
- Not Like Us de Kendrick Lamar, Good Luck, Babe! de Chappell Roan e Espresso de Sabrina Carpenter foram as músicas de destaque de 2024, segundo a Billboard.[69] No Brasil, se destacaram nas plataformas digitais Gosta de Rua de Felipe & Rodrigo, Me Leva Pra Casa/Escrito nas Estrelas/Saudade de Lauana Prado, e Barulho do Foguete de Zé Neto e Cristiano, segundo a Exame.[70]

#### 2025
- Na 67ª. cerimônia do Grammy Awards, Beyoncé vence prêmio de "Álbum do Ano" pela primeira vez com Cowboy Carter e Kendrick Lamar leva cinco prêmios com a canção "Not Like Us", incluindo "Canção do Ano" e "Gravação do Ano".[71]
- No Brit Awards de 2025, Charli XCX venceu quatro dos cinco troféus que disputava, incluindo Álbum do Ano, Artista do Ano e Canção do Ano, esta última em parceria com Billie Eilish. Chappell Roan foi a segunda artista mais premiada da noite, vencendo nas categorias Artista Internacional do Ano e Canção Internacional do Ano.[72]
- A banda Black Sabbath anuncia que irá se reunir pela última vez para realizar um show de despedida durante um evento beneficente na Inglaterra. O show contará com a formação original dos quatro integrantes da banda e será realizado no dia 5 de julho.[73]
- No iHeartRadio Music Awards de 2025, Taylor Swift foi a maior vencedora da noite, conquistando nove das dez categorias em que concorria, incluindo Artista do Ano e Álbum Pop do Ano. Benson Boone venceu na categoria Canção do Ano com "Beautiful Things".[74]

### Televisão
2020
- Várias produções televisivas ao redor do mundo entram em pausa por conta dos impactos da pandemia de COVID-19. No Brasil, por exemplo, as três principais telenovelas da TV Globo saíram do ar, dando lugar a reprises por tempo indeterminado.[75][76]

Logotipo da 27ª e última temporada de Malhação, que chegou ao fim em 3 de abril de 2020.

- Chega ao fim o seriado Malhação, um dos programas mais longevos da televisão brasileira. A atração ainda teria mais duas temporadas inéditas, com os subtítulos de Transformação e Eu Quero é Ser Feliz, respectivamente. Mas depois de vários adiamentos por conta da pandemia de COVID-19, a TV Globo optou por não dar continuidade aos projetos.[77][78]
- Por conta de conflitos de direitos autorais entre a Televisa e o Grupo Chespirito, os seriados Chaves, Chapolin e Chespirito deixam de ser exibidos em emissoras de pelo menos 20 países.[79]
- A popular série Supernatural chega ao fim, após 15 temporadas.[80]

2021

Pôster promocional do segundo episódio de WandaVision, primeira série de televisão produzida pela Marvel Studios.

- Estreia WandaVision, a primeira série de TV a fazer parte do Universo Cinematográfico Marvel e a primeira a ser produzida pela Marvel Studios.
- Morre o ator e comediante brasileiro Paulo Gustavo (Vai que Cola, 220 Volts), aos 42 anos, por complicações da COVID-19.[81]
- Fausto Silva deixa a TV Globo após 32 anos e o comando do tradicional Domingão do Faustão, que mais tarde foi substituído pelo Domingão com Huck. Meses depois, o apresentador estreou um programa diário na TV Bandeirantes, com o título Faustão na Band.[82][83]
- O drama sul-coreano Round 6 bate recorde de audiência e se torna a série mais vista da história da Netflix.[84]
- A série espanhola La Casa de Papel chega ao fim, após 5 temporadas.[85]

2022
- Na 79.ª edição do Globo de Ouro, MJ Rodriguez se torna a primeira atriz trans a ser a premiada pelo evento na categoria "melhor atriz em drama para TV", por seu papel como Blanca Rodriguez-Evangelista no seriado Pose.[86]
- Os canais de TV por assinatura Disney XD, Nat Geo Kids, Nat Geo Wild, FXM (exceto Brasil) e Star Life são descontinuados na América Latina. No Brasil, além dos citados, o Disney Junior também encerrou suas atividades.[87]
- Estreia da telenovela Pantanal, remake do sucesso de mesmo nome exibida em 1990 pela TV Manchete. Nesta versão, a novata Alanis Guillen e o ator Jesuíta Barbosa interpretam o casal de protagonistas Juma Marruá e Joventino.[88]
- O programa de televisão infantil Bom Dia & Cia sai do ar após 28 anos.[89]
- Morre o apresentador e humorista brasileiro Jô Soares, aos 84 anos. Durante sua carreira na televisão, Jô apresentou atrações de sucesso como Viva o Gordo, Jô Soares Onze e Meia e o Programa do Jô.[90]

2023

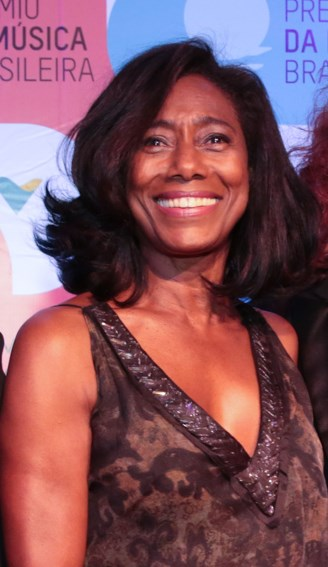
Glória Maria morreu em fevereiro de 2023, em decorrência de uma metástase no cérebro.

- Morre aos 73 anos Glória Maria, jornalista brasileira. Glória fez história na televisão brasileira ao ser a primeira jornalista negra a entrar ao vivo, e ganhou notoriedade por cobrir eventos históricos e pelas reportagens que fez sobre as suas viagens a lugares exóticos que geralmente eram exibidas pelo Globo Repórter.[91]
- O programa Linha Direta volta ao ar na TV Globo após 16 anos, agora sob a apresentação de Pedro Bial.[92]
- A Writers Guild of America chega a um acordo com os principais estúdios de cinema e TV de Hollywood, pondo um fim na greve dos roteiristas que durou quase 150 dias.[93]

2024
- Morre aos 68 anos Akira Toriyama, criador da franquia Dragon Ball.[94]
- No SBT, chega ao fim o programa dominical Eliana, que estava no ar desde 2009. O fim da atração marcou a saída da apresentadora Eliana da emissora.[95]
- Morre aos 93 anos Silvio Santos, apresentador de TV, empresário brasileiro e fundador do SBT. Durante sua extensa carreira na televisão, Silvio teve passagens por emissoras como TV Globo, TV Tupi, TV Record e SBT e comandou o icônico Programa Silvio Santos durante 56 anos.[96]

2025

A filial brasileira do Disney Channel estava no ar desde 2001, e foi um dos canais afetados pela estratégia que a Disney adotou nesta década para concentrar o seu conteúdo na plataforma Disney+.

- No Brasil, a The Walt Disney Company decide encerrar as atividades dos canais de TV paga Disney Channel, National Geographic, Star Channel, Cinecanal, FX e BabyTV.[98]

### Cinema
2020
- Gisaengchung ganha como "melhor filme" na 92.ª edição do Oscar e se torna o primeiro longa-metragem não falado em inglês a vencer na categoria. Joaquin Phoenix e Renée Zellweger ganharam nas categorias melhor ator e atriz, por seus papéis nos filmes Joker e Judy.[99]

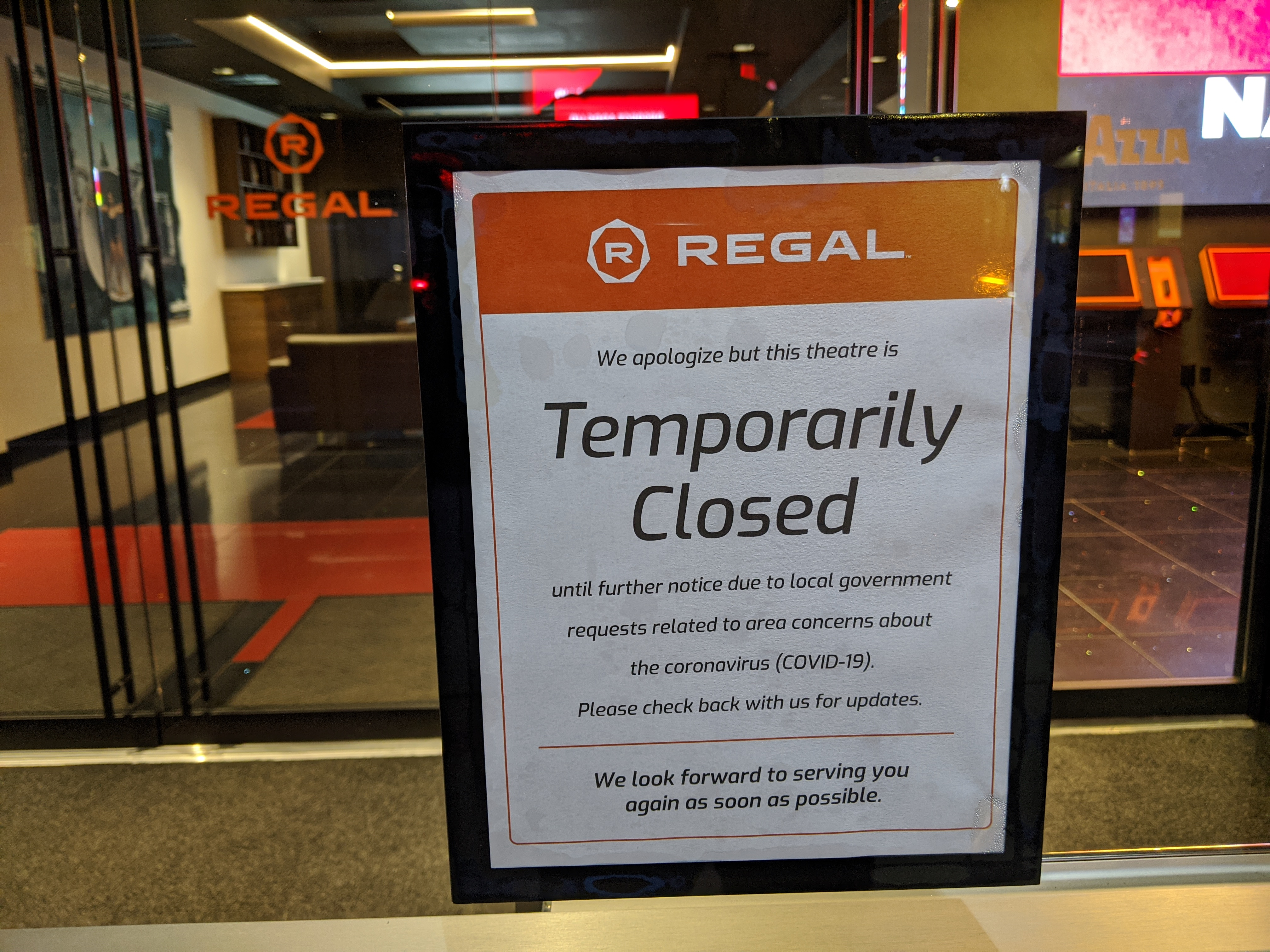
Aviso de fechado na porta de um cinema em Nova York, março de 2020.

- Salas de cinema pelo mundo inteiro fecham por tempo indeterminado por conta dos impactos da pandemia de COVID-19.[100]
- Filmes são adiados por conta da pandemia de COVID-19. Entre eles: Mulan, Os Novos Mutantes, Tenet, A Crônica Francesa, Jungle Cruise, 007 - Sem Tempo Para Morrer, Mulher-Maravilha 1984, Free Guy, Soul, Caça-Fantasmas: Mais Além, Morbius, F9, Um Lugar Silencioso: Parte 2, Viúva Negra, Shang-Chi e a Lenda dos Dez Anéis, Venom: Tempo de Carnificina, Eternos e Amor, Sublime Amor.[101]

2021
- Com as restrições impostas pela pandemia de COVID-19, alguns dos principais estúdios de Hollywood, como Disney e Warner, decidem lançar suas obras no cinema e em serviços de streaming, simultaneamente.[102][103]
- Com mais de 320 milhões de horas assistidas, o filme Alerta Vermelho bate recorde e se torna o mais visto da história da Netflix.[104]
- Estreia do aguardado filme Spider-Man: No Way Home, o terceiro da trilogia estrelada por Tom Holland. O longa se tornou a maior bilheteria de 2021, e consequentemente, o primeiro a chegar à marca de US$ 1 bilhão em bilheteria desde o início da pandemia de COVID-19.[105][106]
- Estreia do quarto filme da famosa franquia Matrix, Matrix Resurrections.[107]

2022
- Em resposta a invasão russa à Ucrânia, a Disney, Warner, Sony e Paramount suspendem o lançamento de seus filmes em cinemas da Rússia.[108]

A cerimônia do Oscar de 2022 ficou marcada pelo tapa que o ator Will Smith deu no comediante Chris Rock. Após o episódio, o ator foi banido do evento por 10 anos.

- Na 94.ª edição do Oscar, Troy Kotsur é o primeiro homem surdo a ganhar a estatueta de melhor ator coadjuvante por sua atuação no filme CODA, que também ganhou na categoria melhor filme. Will Smith ganhou como "melhor ator" por King Richard, sendo seu primeiro Oscar.[109][110][111]
- Vaza na internet uma versão preliminar de 87 minutos de duração de Popeye, filme de animação cancelado da Sony Pictures Animation baseado no personagem homônimo que estava previsto para ser lançado em 2014.[112]
- Lightyear, filme de animação da Pixar, é banido de 14 países por conter representação de um casal do mesmo sexo.[113]

2023
- The Super Mario Bros. Movie ultrapassa Frozen II e se torna o segundo filme de animação de maior bilheteria da história.[114]

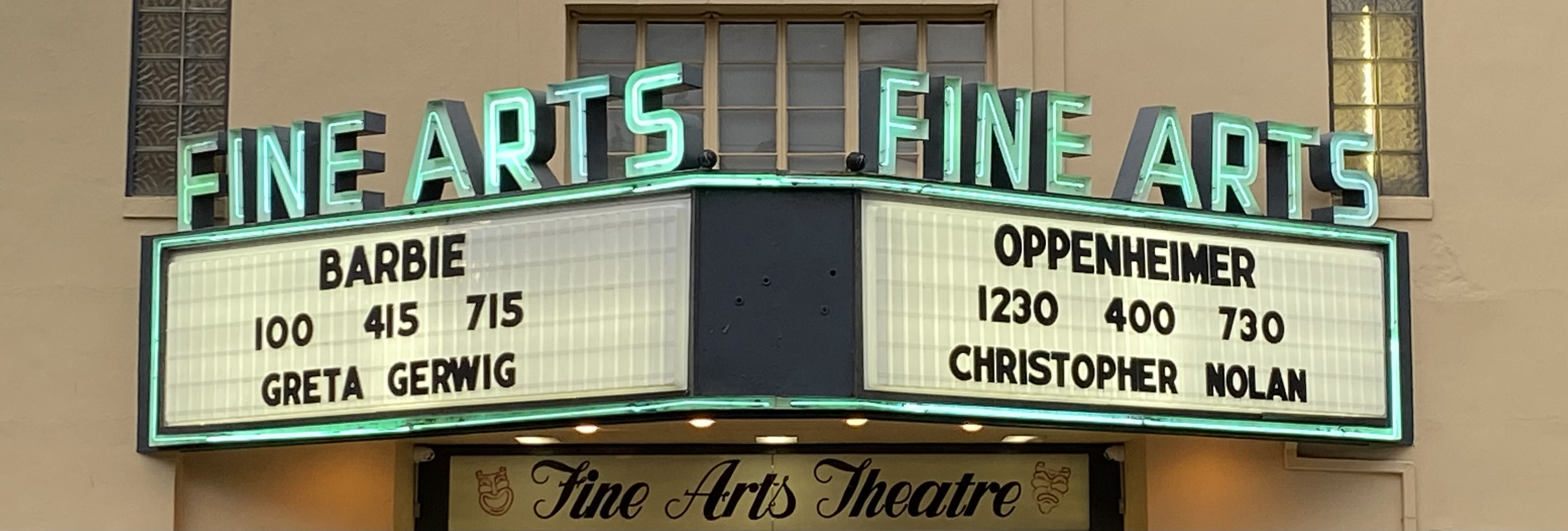
Um cinema na Carolina do Norte, EUA, anunciando os filmes Barbie e Oppenheimer em sua programação. O fato dos dois blockbusters estrearem no mesmo dia deu origem ao fenômeno Barbenheimer em 2023.

- Barbie se torna o filme de maior bilheteria de 2023. O longa dirigido por Greta Gerwig também se tornou o primeiro filme dirigido apenas por uma mulher a bater US$ 1 bilhão em bilheteria.[116][117]
- No Brasil, a Globo e a Disney anunciam uma parceria inédita para coprodução de filmes brasileiros.[118]
- Lançamento de Wish, filme animado que comemora o centésimo aniversário da Walt Disney Animation Studios.[119]

2024
- Estreia de Inside Out 2, sequência do longa animado de sucesso da Pixar lançado em 2015. O longa se tornou a maior bilheteria do ano com apenas duas semanas em cartaz.[120]
- O drama brasileiro Ainda Estou Aqui, de Walter Salles, alcança grande sucesso entre o público e a crítica e se torna a maior bilheteria de um filme brasileiro desde o início da pandemia de coronavírus, superando a comédia Minha Irmã e Eu.[121]

#### 2025
- A animação chinesa Ne Zha 2 bate recorde e vira a maior bilheteria de animação da história, superando Inside Out 2.[122]
- Na 97.ª edição do Oscar, a comédia dramática Anora se destacou e levou cinco estatuetas: melhor edição, melhor roteiro original, melhor direção para Sean Baker, melhor filme e melhor atriz para Mikey Madison. Ainda Estou Aqui vence em melhor filme internacional, rendendo a primeira vitória do Brasil na história da premiação.[123] Adrien Brody levou a estatueta de melhor ator, por seu papel em The Brutalist.[124]

## Ciência e tecnologia

### Ciência
2020

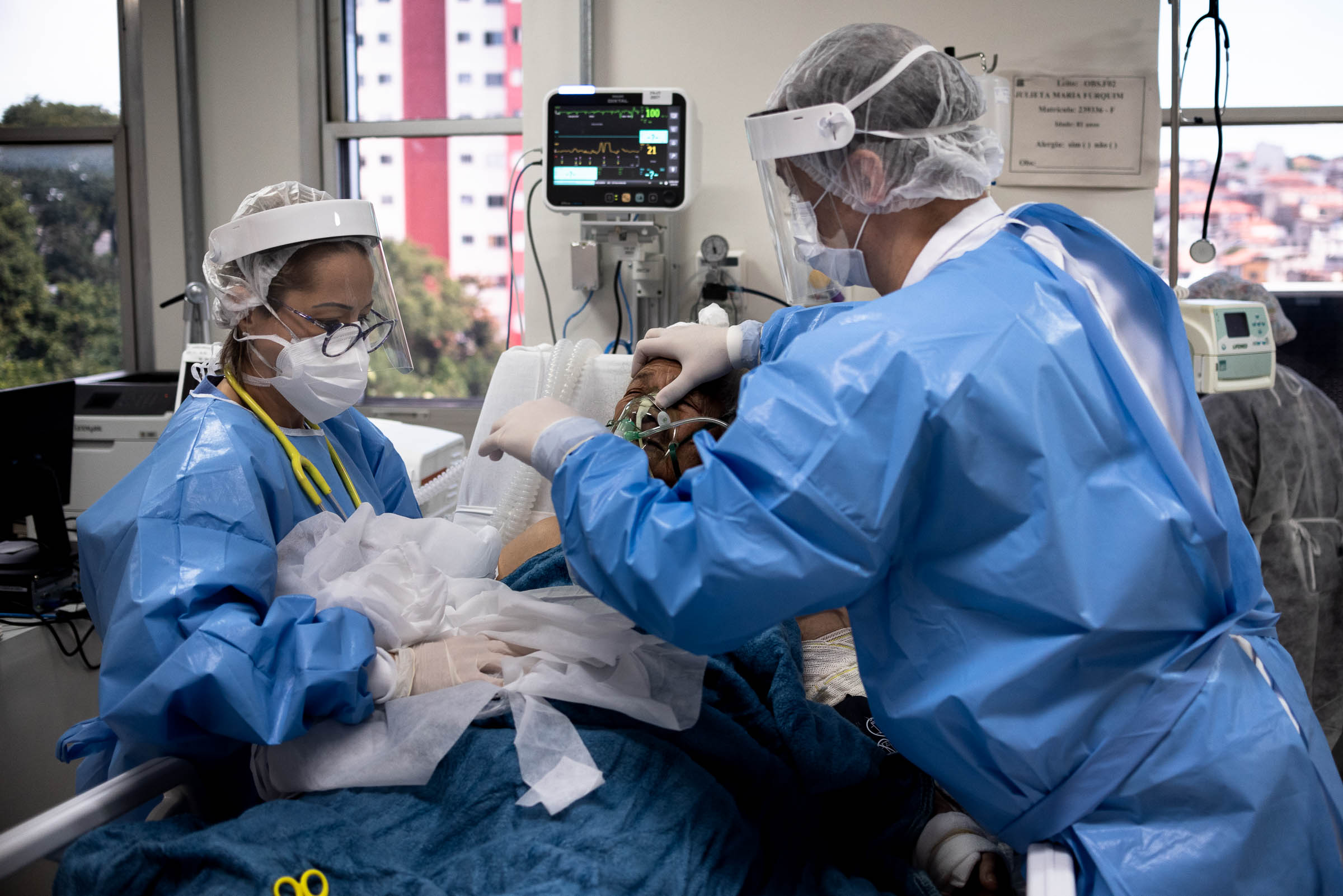
Pandemia de COVID-19 assola o mundo no início da década.

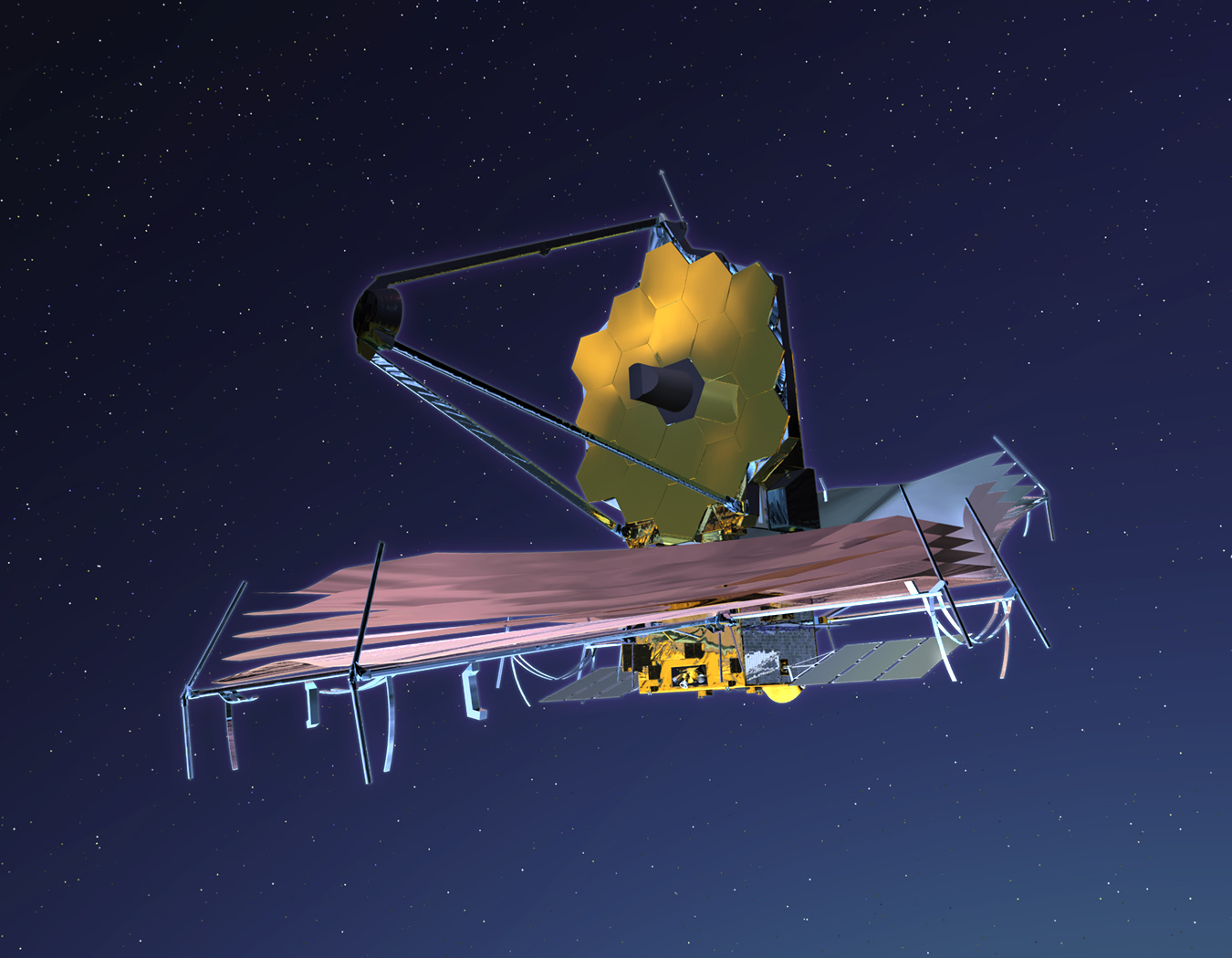
Concepção artística do Telescópio Espacial James Webb.

- Cientistas anunciam que grãos de poeira estelar pré-solares do meteorito Murchison formaram-se há entre 5 000 e 7 000 milhões de anos, tornando-os no material sólido mais antigo encontrado na Terra.[125]
- Astronauta Christina Koch aterrissa na Soyuz MS-13 após completar 328 dias no espaço, a maior duração contínua para uma mulher, superando o recorde de 289 dias de Peggy Whitson.[126]

2021
- Vacinas contra a COVID-19, desenvolvidas em tempo recorde por várias empresas farmacêuticas, são aprovadas por diversas agências reguladoras em todo o mundo e têm sua distribuição e aplicação iniciadas.

- A NASA, ESA, CSA e o STScI lançam o Telescópio Espacial James Webb, que deverá observar a formação das primeiras galáxias e estrelas, estudar a evolução das galáxias, a produção dos elementos pelas estrelas e ver os processos de formação das estrelas e dos planetas.[127]

2022
- O Double Asteroid Redirection Test teve êxito no contato com Dimorphos, em um teste operado pela NASA para testar um método de defesa planetária contra objetos próximos da Terra.[128]

2023
- Será iniciada a operação do segundo sarcófago de Chernobil, cuja central nuclear explodiu em 1986. Espera-se concluir a destruição da antiga estrutura, a tarefa mais delicada de todo o projeto, pois envolve o trabalho dentro do reator que possivelmente será reaberto na cidade de Pripyat.

### Tecnologia
- A Microsoft encerra o suporte estendido de segurança ao seu sistema operacional Windows 7 (2020).[129]
- A Microsoft lança oficialmente o seu novo sistema operacional Windows 11 (2021)[130]
- Aumento das vendas de computadores pessoais devido ao isolamento social da Covid (2021).[131]
- Elon Musk compra a rede social Twitter por US$ 44 bilhões (2022).[132]
- A OpenAI lança o ChatGPT (2022).
- Difundido o conceito da Inteligência artificial
- Cresce o conceito da Internet das coisas, principalmente após a tecnologia do 5G.
- Surge o termo da telemedicina, especialmente após a pandemia de COVID-19.
- Termos como teletrabalho e e-learning fazem parte do cotidiano no início da década.
- Após 22 anos de existência e Microsoft descontinuo o aplicativo Skype.[133]

### Diversão eletrônica
- Lançados os consoles de videogame de nona geração: Xbox Series X/S em 2020 da Microsoft, PlayStation 5 em 2020 da Sony.
- O adolescente estadunidense Willis Gibson, de 13 anos, se torna a primeira pessoa do mundo a zerar o clássico jogo Tetris, 39 anos após seu lançamento.[134]

## Esportes
- A Pandemia de COVID-19 causou o adiamento dos Jogos Olímpicos de Verão de 2020 e da Eurocopa 2020 para o verão de 2021. Apesar da mudança de ano, as marcas continuarão usando o número 2020.
- A CONMEBOL anuncia que o Brasil sediará a Copa América de 2021 após a Argentina e a Colômbia desistirem de sediar o campeonato.
- As Copas do Mundo de futebol feminino são planejadas para 2023 na Austrália e Nova Zelândia, e 2027 no Brasil.
- As Copas do Mundo de futebol masculino são planejadas para 2022 no Catar, e 2026 no Canadá, Estados Unidos e México.

| Ano  | Evento                          | Local                            | Data da escolha         |
| ---- | ------------------------------- | -------------------------------- | ----------------------- |
| 2021 | 32.º Jogos Olímpicos de Verão   | Tóquio Japão                     | 7 de setembro de 2013   |
| 2022 | 24.º Jogos Olímpicos de Inverno | Pequim China                     | 31 de julho de 2015     |
| 2022 | 11.º Jogos Mundiais             | Birmingham Estados Unidos        | 7 a 17 de julho de 2022 |
| 2023 | 19.º Jogos Pan-Americanos       | Santiago Chile                   | 4 de novembro de 2017   |
| 2024 | 33.º Jogos Olímpicos de Verão   | Paris França                     | 13 de setembro de 2017  |
| 2026 | 25.º Jogos Olímpicos de Inverno | Milão e Cortina d'Ampezzo Itália | 24 de junho de 2019     |
| 2027 | 20.º Jogos Pan-Americanos       | Barranquilla Colômbia            | 27 de agosto de 2021    |
| 2028 | 35.º Jogos Olímpicos de Verão   | Los Angeles Estados Unidos       | 13 de setembro de 2017  |

| Ano  | Evento                              | Local                           | Campeão                 |
| ---- | ----------------------------------- | ------------------------------- | ----------------------- |
| 2021 | 47.º Copa América                   | Brasil                          | Argentina (15.º título) |
| 2021 | 16.º Campeonato Europeu de Futebol  | Sem sede fixa                   | Itália (2.º título)     |
| 2021 | 23.º Campeonato Africano das Nações | Camarões                        | Senegal (1.º título)    |
| 2022 | 22.º Copa do Mundo FIFA             | Catar                           | Argentina (3.º título)  |
| 2023 | 9.º Copa do Mundo FIFA Feminino     | Austrália e Nova Zelândia       | Espanha (1.º título)    |
| 2024 | 48.º Copa América                   | Estados Unidos                  | Argentina (16.º título) |
| 2024 | 17.º Campeonato Europeu de Futebol  | Alemanha                        | Espanha (4.º título)    |
| 2025 | 21.° Mundial de Clubes FIFA de 2025 | Estados Unidos                  | Chelsea (1.° título)    |
| 2026 | 23.º Copa do Mundo FIFA             | Canadá, Estados Unidos e México |                         |
| 2027 | 10.º Copa do Mundo FIFA Feminino    | Brasil                          |                         |
| 2028 | 18.º Campeonato Europeu de Futebol  | Reino Unido e Irlanda           |                         |